# 前川輝光
前川輝光（まえかわ てるみつ、1954年— ）是一位日本的宗教學者，目前為亞細亞大學國際關係學部教授。東京大學大學院人文科學研究科博士課程修業，亦得到文學博士。
對於血型性格學說非常認同，著有「血液型人間學―與命運的對話」，1988年出版。專長是印度宗教、文化論。

## 著作
- 「血液型人間學―與命運的對話」 ISBN 4879841951